# Beatrix de Rijke
Beatrix auch Beatrix de Rijke (Beatrix die Reiche) (geboren um 1421; gestorben nach 1468) war ein niederländisches Findelkind, welches die große Elisabethenflut überlebte.

## Leben

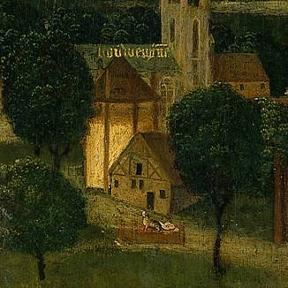
Wiege mit Findelkind und Katze in der Elisabethflut, Detail aus dem Werk des Meisters der Elisabeth-Tafeln

Bei der Elisabethenflut im Jahr 1421 brach in den Niederlanden der Deich bei Werkendam zwischen Dordrecht und Geertruidenberg. Dies verursachte eine Überflutung der Region Südholland, die  72 Dörfer betraf und bei der 2.000 bis 10.000 Menschen starben. In der Katastrophe wurde in der Nacht vom 17. auf den 18. November 1421 eine Wiege mit einem Kind und einer Katze an Land gespült. Das Findelkind wurde Beatrix, „die Glückliche“, genannt. Die Stadt Dordrecht finanzierte ihre Ausbildung und als sie das heiratsfähige Alter erreichte, heiratete sie Jacob Roerom (ca. 1420–?). Ihre Tochter Clara starb kinderlos, doch durch die Kinder ihres Sohnes Cornelis wurden sie zu den Vorfahren bedeutender Dordrechter Familien.

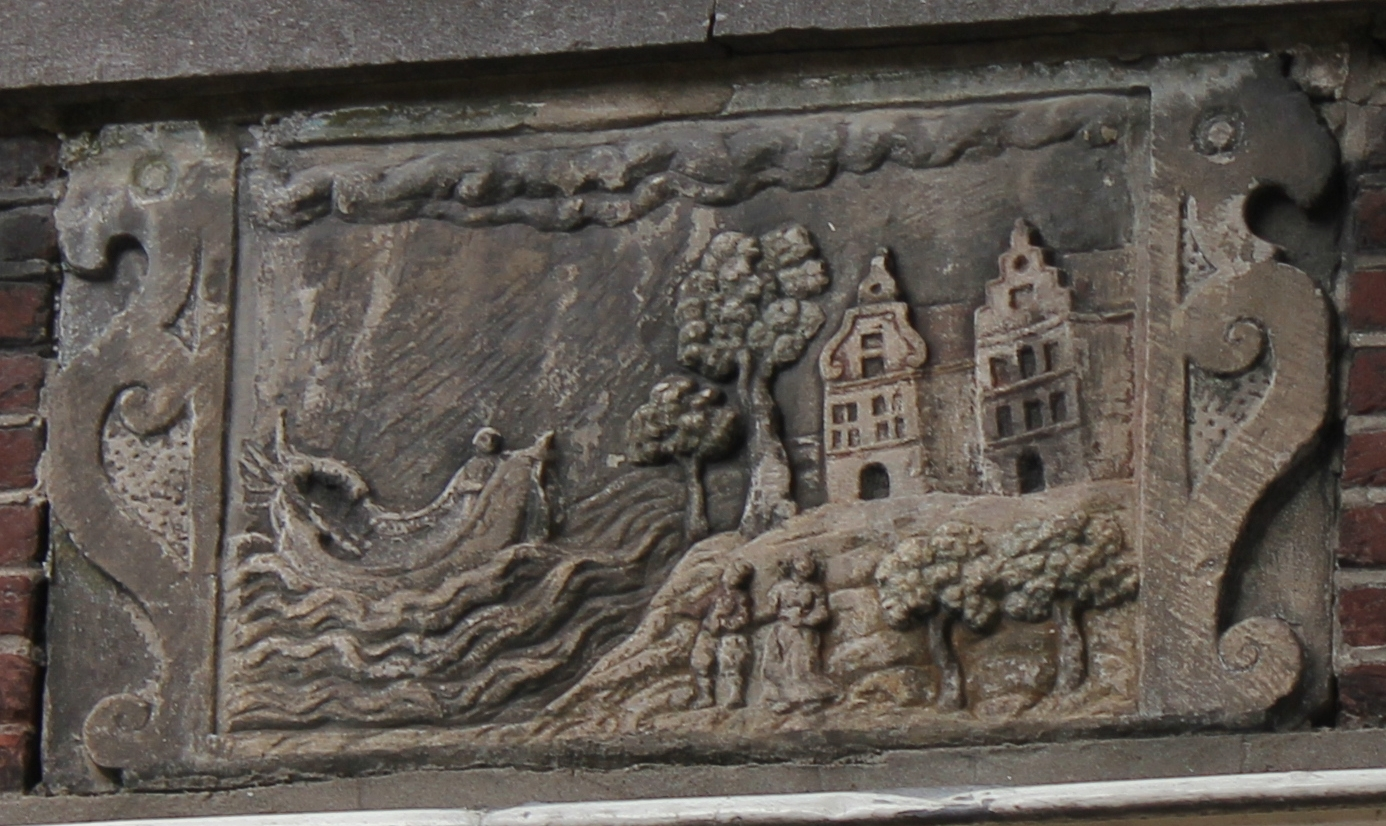
Giebelstein Neude 1 bei Kintgenshaven in Utrecht. Der Fassadenstein stellt die Geschichte um Beatrix die Reiche dar

Erstmals veröffentlicht wurde die Geschichte von Beatrix 1677 vom Dordrechter Stadthistoriker Matthijs Balen. Die Wiege mit Kind und Katze ist bereits auf einem Altarbild zu sehen, das um 1490–1495 vom Meister der Elisabeth-Tafeln angefertigt wurde, wahrscheinlich im Auftrag eines oder mehrerer Einwohner des Dorfes Wieldrecht. Über den Ort, an dem die Wiege an Land gelangte, gehen die Meinungen auseinander: Einige Autoren geben an, dass es ein Deich bei Alblasserdam war, weshalb dieser „Kinderdijk“ genannt wurde, andere sagen, dass sie am Vuilpoort in Dordrecht an Land gespült wurde. Im „Het Beknopt biographisch handwoordenboek“ von Kobus en De Rivecourt wird erwähnt, dass Beatrix eine „Kette aus Blutkorallen mit einer goldenen Nadel“ trug und dass bei ihr ein „goldenes Kreuz mit dem Wappen ihrer Eltern“ gefunden wurde. Trotzdem sind die Namen der Eltern des namenlosen Findelkindes nicht überliefert.